# Jacob Two Two Meets the Hooded Fang
Jacob Two Two Meets The Hooded Fang es el título de dos películas, estrenadas en 1978 y 1999 respectivamente, ambas basadas en la novela homónima de Mordecai Richler.

## Sinopsis
Las películas cuentan la vida de un joven llamado Jacob, que se esfuerza por ser escuchado y al que apodan "Two-Two" ("Dos-Dos") porque siempre tiene que decir las cosas dos veces para poder ser escuchado. Un día decidió comprar la tienda de comestibles para sus padres y ahora, debido a un malentendido, se encuentra compareciendo ante un tribunal que lo sentencia a dos años, dos meses, dos semanas y dos minutos en la prisión para niños, a cientos de kilómetros de distancia de la civilización, en un oscuro y sucio lugar donde los niños trabajan y se mantienen en las celdas. Él y otros personajes tendrán que ingeniárselas para escapar de aquel lugar tan horrible. 

## Película de 1978
Dirigida por Theodore J. Flicker

### Reparto
- Stephen Rosenberg como Jacob Two-Two.
- Alex Karras como The Hooded Fang.
- Guy L'Ecuyer como el señor Fish.
- Joy Coghill como la señorita Fowl.
- Earl Pennington como el señor Cooper/Juez.
- Thor Bishopric como Noah/O'Toole.
- Kirsten Bishopric como Marfa.
- Jill Frappier como la madre.
- Walter Massey como el padre.

## Película de 1999
Dirigida por George Bloomfield

### Reparto
- Gary Busey como The Hooded Fang.
- Mark McKinney como el señor Fish.
- Miranda Richardson como la señorita Fowl.
- Max Morrow como Jacob Two Two.
- Ice-T como Justice Rough/El juez.
- Maury Chaykin como el señor Cooper/Louie Loser.
- Joe Dinicol como O'Toole/Noah.
- Alison Pill como Shapiro/Emma.
- Emma Bambrick como Shelly.
- Jake Goldsbie como Oscar.
- Shawn Roberts como Daniel.
- Lauren Harlow como extra.

- Datos: Q6119379